# 日帝強占下反民族行為真相糾明に関する特別法
日帝強占下反民族行為真相糾明に関する特別法（にっていきょうせんかはんみんぞくこういしんそうきゅうめいにかんするとくべつほう、旧名:日帝強制占領下親日反民族行為の真相糾明に関する特別法、通称親日反民族特別法）とは、大韓民国の法律。
2004年3月2日に国会通過、3月22日公布された。2005年1月27日施行の改正法で法律名から「親日」が外されている。これは、日本との外交関係に配慮したためとされる。この法律については、過去に法的に犯罪とされなかった行為を後に作った法律で裁くいわゆる事後法であるとする意見とそうでないとする意見がある。

## 法の内容と運用
この法律により「真相糾明委員会」を設置し、大統領推薦4名、国会同4名、最高裁長官同3名による11名の委員が、今後3年にわたって「反民族行為」を調査する。当初は刑事罰規定はなく、「チニルパ（친일파、親日派）」のレッテルを貼られるだけ」との見方もあったが、「韓国においてチニルパとされることは社会的に抹殺されることを意味するだけに、人権侵害を助長する」と懸念する見方もある。
小泉純一郎内閣総理大臣の靖国神社参拝により2005年以降盧武鉉は日韓シャトル外交を急遽中止し、さらに盧の支持率の回復のためもあり、同年12月8日には新たに親日反民族行為者財産の国家帰属に関する特別法が成立し、これまで配慮していた『親日』という言葉を法で使用した。これにより反民族行為認定者の子孫の土地や財産を国が事実上没収する事が可能となり、2006年3月11日、同法に基づく仮処分申請が認められた。
この法律で対象となる「反民族行為」とは日本統治下の朝鮮総督府など行政機関で一定の地位にあった文民・軍人や、当時の独立運動家への弾圧、戦中の戦意高揚のための活動など、広範囲に及ぶ。また軍人に関しては当初、旧日本軍の将校全体が糾弾の対象とされていたが、日本軍経歴のある故朴正煕元大統領や、同氏長女の朴槿恵議員（後の大統領）への配慮などから、同元大統領は該当しない「中佐以上の旧日本軍人出身」と修正された。
なお、ソウル行政裁判所は同法2条9号に対し、被害の最小化、法益の均衡という面で過剰禁止の原則に反する疑いがあるとし、2007年10月31日、違憲法律審判を求めることとなった。

## 対象範囲と調査権限
- 調査対象が軍人の場合は旧日本軍少尉以上（特別法第2条第10号）[3]。
- 憲兵と警察は階級で区分しない（特別法第2条第16号）
- 東洋拓殖会社及び殖産銀行の場合は中央幹部と地方幹部（特別法第2条第18号）
- 調査対象時期は1904年の日露戦争開戦から1945年の解放まで（特別法第1条）
- 調査協力義務・参考人招致、同行命令に違反した場合は1000万ウォンの罰金（特別法第35条）

## 背景
本法成立の背景には複雑な要因がある。
親日派問題は、歴代政権（特に軍事政権）に批判的な層からは長らく韓国現代史の「足かせ」として認識されてきた。古くはアメリカ軍政時代に李承晩政権下で反民族行為処罰法が制定され、親日行為の処罰が試みられた。しかし、警察幹部等広範囲に逮捕者が出るにいたり、李承晩大統領は市警を動員して反民族行為特別調査委員会および同委員会所属の特警隊を強制解散させ、反民族行為特別調査委員会も総辞職し、親日行為の追及は不徹底なものとなった。
1960年代の国交正常化交渉のさなかから韓国政府が日本に対して不当に譲歩しているととらえた層が広範に存在し、請求権相互放棄は国辱と映った。最近では1990年代にいくつかの戦後補償問題が日本において国民的論題となったことを受けてそれらが韓国民の関心事にもなった際も、韓国政府による補償問題についての糾明が日本に対しても自国（韓国歴代政府）に対しても足りないと見られており、補償問題に関して韓国政府が長らく意図的な不作為を犯しつづけてきたと見る立場があった（実際に2005年には、経済協力を得た韓国政府や援助を受けたポスコ等の大企業に植民地時代の被害補償を求める動きも出ている。）。このような立場をとる者の一部には、韓国の支配層・既得権益層と「親日派」との結びつきを疑う傾向が根強くあった。ゆえに韓国歴代政府に批判的な者にとり、植民地時代から現在までに至る親日派の行動と影響を明らかにすることは必要な課題であると考えられていた。
韓国では、植民地統治が長く続いたことによって、好むと好まざるとにかかわらず何らかの形で当局とかかわりを持った者が多い。このことが親日派問題を長く触れ得なかった理由でもあったが、もしも親日派狩りを徹底すれば大韓民国成立にさかのぼって正統性を疑わせしめるか、政財官各界および軍上層部への打撃は避けられず、国家と体制の基盤を揺るがす事態にもなりかねない。一方ではそのような事態に至ることを危惧する立場もあり、他方では影響力の大きさゆえに同法および親日派狩りの実効力を疑う声もある。前者の立場からは例えば、国歌を作曲した安益泰に親日派疑惑が持ち上がっていることなどが挙げられている。

## 遡及法問題
本法は過去の事案を後に定めた法律で裁くという性質から、近代法の基本理念である法の不遡及の精神に反しているのではないかという指摘がある。大韓民国では「光州事件特別法」において大統領のみ在任中の時効を停止するなどして、事実上、罪を遡及させたことがある。